# Out in the sun
Out in the sun is het tweede studioalbum, dat Patrick Moraz onder eigen naam uitbracht. 

## Inleiding
Het is een vervolg op The story of I. Moraz had het jaar daarop een stuk rustiger. Zijn tournee met Yes ter promotie van Relayer zat er op en voor het nieuwe album koos Yes weer voor Rick Wakeman. Ook voor het album Out in the sun reisde Moraz tussen Brazilië (Phonogramstudio in Rio de Janeiro en Zwitserland (Aquarius Studio in Genève). De muziek van Out in the sun is losser en meer Zuid-Amerikaans gericht met invloeden uit de samba en bossanova, met name in het titelstuk. De artiesten komen bijna overeen met de musici van het eerste album.

## Musici
- Patrick Moraz – toetsinstrumenten, zang, vibrafoon, geluidseffecten
- John McBurnie – (achtergrond-)zang (tracks 1, 3, 4, 5, 8)
- Vivienne McAuliffe – (achtergrond-)zang (1, 3, 4, 5)
- Ray Gomez – mandolinegitaar, gitaar (1, 3. 4, 5, 7)
- Wornell Jones – basgitaar (1, 3, 4, 5, 7)
- Andy Newmark – drumstel (1, 3, 4, 5, 6, 7)
- Testa – Braziliaanse percussie (1, 4, 5, 6)
- Chacal - Braziliaanse percussie (1, 4, 5, 6)
- The percussionisten van Rio de Janeiro (2)
- Jean Ristori – basgitaar (6) (tevens hoesfoto)
- François Zmirou – gitaar (7)
- Jean-Luc Bourgeois – gongs (8)
- Philippe Staehli – pauken (8), vingerbekkens (8)
- Isla Eckingen – contrabas (8)
- Rockophonic Orchestra – Moraz als toetsenist op allerlei synthesizers

De bespeelde toetsinstrumenten zijn: polymoog, Oberheim Polyphonic, minimoog, Vibrotronic bubbletron, Steinway vleugel, Fender Rhodes, hammondorgel; clavinet, ARP 2600, voorts ook baspedalen.

## Muziek
| Nr. | Titel                                | Duur |
| --- | ------------------------------------ | ---- |
| 1.  | Out in the sun (Moraz, McBurnie)     | 4:27 |
| 2.  | Rana Batucada (Moraz)                | 5:33 |
| 3.  | Nervous breakdown (Moraz, Mc Burnie) | 3:23 |
| 4.  | Silver screen (Moraz, MacBurnie)     | 4:32 |

| Nr. | Titel                              | Duur |
| --- | ---------------------------------- | ---- |
| 1.  | Tentacles (Moraz, McBurnie)        | 3:32 |
| 2.  | Kabala (Moraz)                     | 4:57 |
| 3.  | Love-hate-sun-rain (Moraz, Zmirou) | 4:51 |
| 4.  | Time for a change                  | 9:06 |

De laatste track is onderverdeeld in Time to fly (Moraz), Big bands of ancient temples (Moraz), Serenade (Moraz) en Back to nature (Moraz, McBurnie)

## Nasleep
Het album kreeg gedurende de jaren heruitgaven, waarbij Japan het voortouw nam op compact discgebied (1991). In 2019 bracht Esoteric Recordings het album in Europa opnieuw uit met één bonustrack, een pianoversie van Batucada. Bij die heruitgave werd geconstateerd dat elementen uit de progressieve rock, waaruit Moraz via Yes en Moody Blues het bekendst werd nauwelijks waarneembaar zijn; er zijn volgens velen te veel popinvloeden.